# Саветодавна скупштина Катара
Саветодавна скупштина Катара (арап. مجلس الشورى القطري) законодавно је тело Катара, које чини 45 посланика. Након општих избора 2021. године одабрано је 30 посланика, док је емир именовао преосталих 15. Може да доведе у питање рад председника влада, кога такође именује емир, само ако се сложи двотрећинска већина, што је мало вероватно с обзиром да једну трећину посланика именује сам емир.